# Bàsquet Ateneu Montserrat
El Bàsquet Ateneu Montserrat, conegut pel seu acrònim BAM, és un club de la ciutat de Barcelona, amb seu al barri d'Hostafrancs, al districte de Sants-Montjuïc de la ciutat de Barcelona.

## Història[1]
El BAM és un dels clubs històrics del bàsquet català. Es fundà el 3 d'octubre de 1928, originàriament amb la denominació BB Montserrat (Basket Ball Montserrat), com una secció de l'Ateneu Montserrat, entitat dedicada a la formació integral del jovent del barri, a l'empara de la Companyia de Jesús. El 12 d'octubre de 1928, dins dels actes de la Festa Major d'Hostafrancs, disputà el primer partit de la seva llarga història.
La iniciativa de la fundació del BAM sorgí d'una colla de socis de l'Ateneu Montserrat aficionats en aquest esport introduït feia poc a Catalunya. D'aquesta manera, s'omplia el buit esportiu que hi havia a les activitats de l'Ateneu. Aquests socis pioners aprengueren a jugar d'un grup d'amics membres de la secció de bàsquet de la Unió Esportiva de Sants, que havia estat fundada feia pocs anys. El primer president fou Joan López Ciurana, que ocupà el càrrec durant més de vint-i-cinc anys.

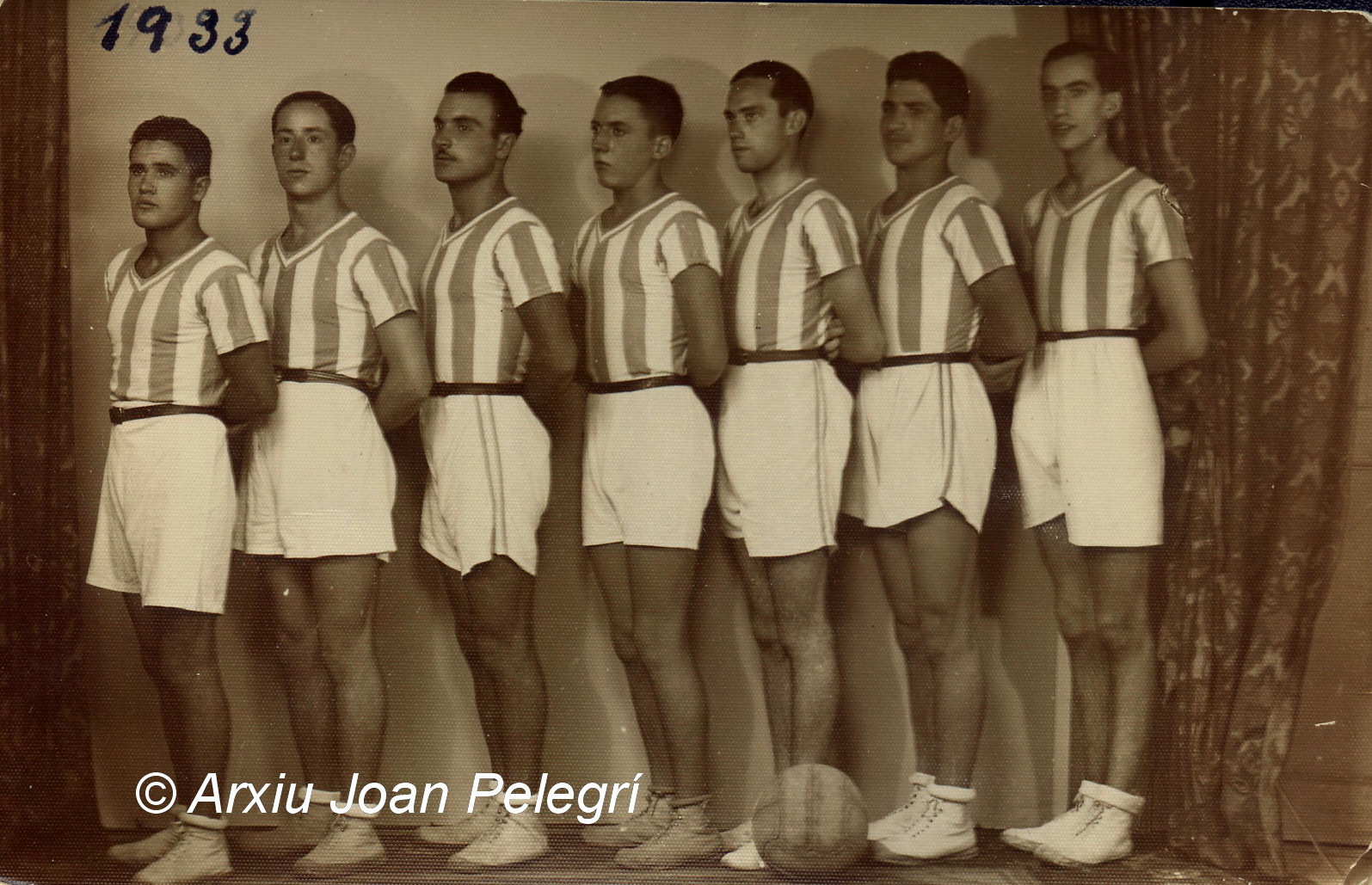
Equip del BB Montserrat el 1933: d'esquerra a dreta, Sorribes, Berduque, Guàrdia, Pasqual, Marcos, Arrufí i Abat.

En 1932 el BB Montserrat liderà una colla de clubs modestos que no podien fer front a les condicions, tan econòmiques com reglamentàries, que els exigia la Federació Catalana de Bàsquet i crearen l'Agrupació de Basquetbol de Catalunya, impulsada i presidida per López Ciurana. El desembre de 1933, però, tots aquests equips s'adheriren a la Federació. Fou en aquesta època que el BB Montserrat guanyà els seus primers títols: dos campionats de l'Agrupació.
Rere la Guerra Civil, a finals de 1939, es començà a reorganitzar, sota la presidència de López Ciurana i amb l'empenta inestimable de Joan Aragonès, la secció de bàsquet de l'Ateneu Montserrat, amb la nova denominació B.A. Montserrat (l'ús de l'acrònim BAM serà posterior), i és d'aleshores que es té constància del primer escut de l'entitat.
La temporada 1940-41, el BB Montserrat prengué part en el Campeonato de Barcelona, que organitzava Acción Católica, i n'era el líder quan se suspengué la competició. La temporada 1942-43, l'equip retornà a la Federació Catalana i jugà a la 3a categoria. La resta de la dècada vingué marcada per una sèrie d'èxits esportius que significaren els ascensos a 2a i 1a categoria. El potencial del BB Montserrat restà reconegut en ser escollit com a equip entrenador de la selecció espanyola que preparava els JJOO de Londres de 1948.
La temporada 1950-51, el BB Montserrat va aconseguir el campionat de Catalunya de 1a categoria i la Copa Hernan, el títol més estimat de la història del club, en un partit disputat a la pista del BIM (Bàsquet Institució Montserrat). L'abril de 1956 veieren la llum l'escut predecessor de l'actual, en forma de rombe, i l'acrònim BAM pel qual es coneix el club. En aquesta època els destins del BAM van ser regits per Joan Aragonès, Casimiro Casas i Joan Pelegrí.
A finals de la dècada dels cinquanta, el BAM patí una crisi de jugadors que va provocar la retirada obligada de la Federació Catalana de Bàsquet i es van haver de disputar sols partits amistosos. El BAM, però, ressorgí de la mà de Ramon Marín i l'equip d'infantils que entrenava. Aleshores es van començar a posar els fonaments d'un club de bàsquet dedicat a l'esport de formació, orientat a assegurar la presència de jugadors en les diverses categories i, sobretot, a nodrir el primer equip de l'entitat.
D'ençà la temporada 1964-65, el BAM, presidit des de feia un parell d'anys per Josep Ma Codina, va inscriure equips de minibàsquet, infantil, juvenil i sènior, a l'Organización Atlético Recreativa (OAR), que es van proclamar campions de lliga i copa en diverses ocasions. La temporada 1968-69 es creà l'Escola de Bàsquet, que superant alguns entrebancs ha arribat fins a l'actualitat plenament consolidada.
Durant tots aquests anys, el BAM no tingué instal·lacions pròpies i hagué de pelegrinar per diversos camps propers, avui desapareguts. Alguns eren en solars llogats, on abans del partit s'instal·laven les cistelles i es marcava el terreny de joc: al carrer Rabí Rubén, a la Font de la Guatlla; a la fàbrica de l'Espanya Industrial, a l'Ateneu Montserrat, al Centre Montserrat-Xavier i a la parròquia del Sant Àngel, a Hostafrancs; a la cruïlla dels carrers Aragó i Tarragona, a l'Eixample; i al carrer Montnegre, al barri de les Corts.
Finalment, el 5 de desembre de 1971, es disputà el partit inaugural del camp de bàsquet situat al terrat del nou edifici de l'Escola Joan Pelegrí, al solar de l'antic Ateneu Montserrat, al carrer Torre d'en Damians. Fou un de les primeres pistes cobertes de la categoria, tot i que la manca de tancaments laterals feu suspendre algun partit per culpa del mal temps. Aquesta camp és conegut per la gent de la casa com el Palazzetto, tot i que, des de la darrera remodelació del paviment, sembla que pren força el nom de Blau Arena.

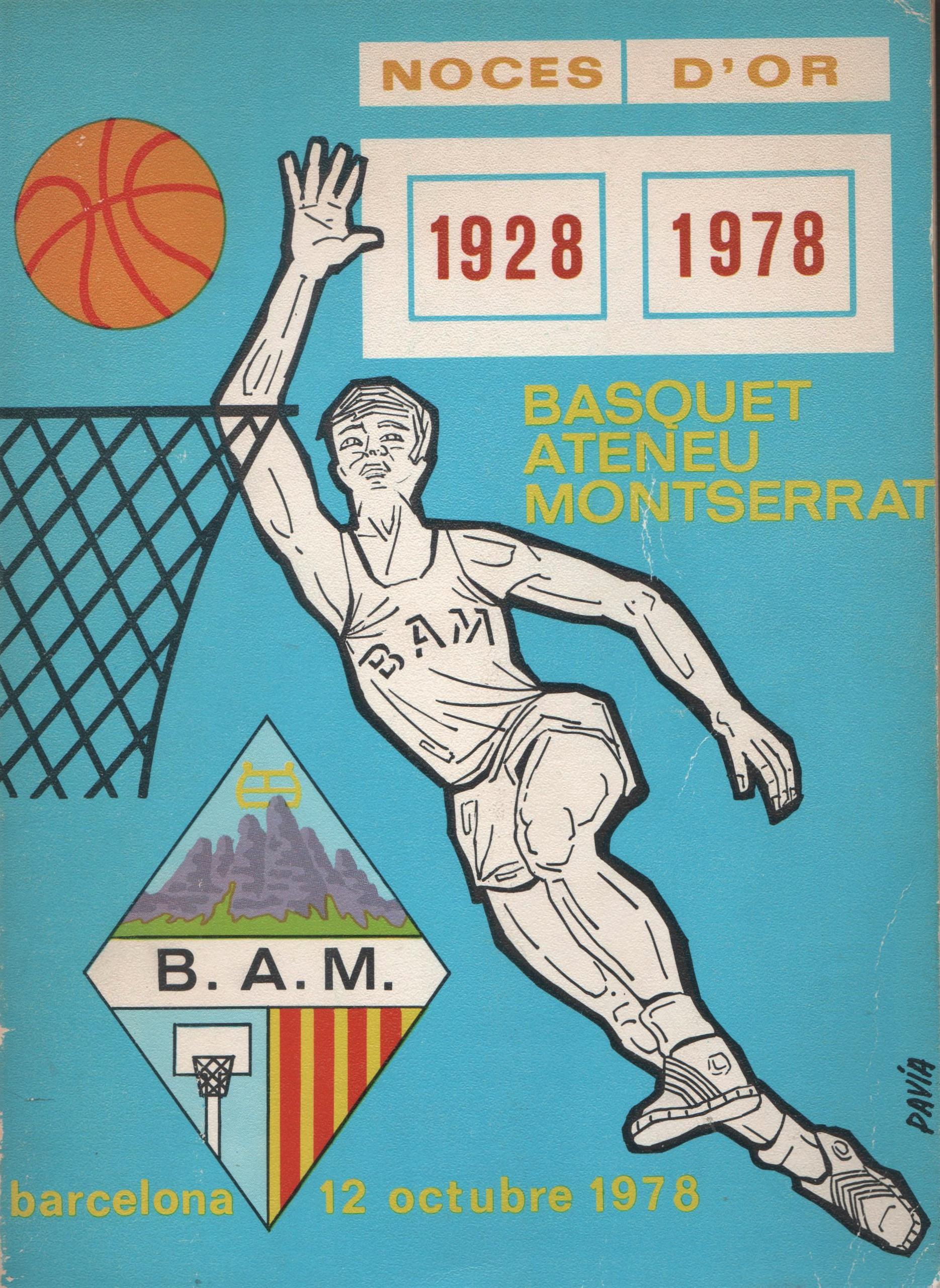
Coberta del llibre 50 anys de bàsquet amb el BAM, de Joan Pelegrí.

La temporada 1971-72 el BAM es reincorporà definitivament a la Federació Catalana de Bàsquet. La 1974-75 es federà a l'OAR el primer equip femení, que els anys següents aconseguí quatre lligues consecutives i dues copes, fet que el convertí en un dels equips més exitosos i recordats del club. El 1978, el BAM, amb set equips de formació i els sèniors masculí i femení, commemorà el cinquantè aniversari de la seva fundació i va presentar el llibre de la història de l'entitat, obra de Joan Pelegrí i Partegàs.
La temporada 1981-82 el BAM va refermar el seu compromís formatiu amb la represa definitiva de l'Escola de Bàsquet, avui a ple rendiment, gràcies a la feina de les persones que “entrenen” un nombre creixent de nens i nenes. El 1982 se celebrà la I Setmana del Bàsquet, amb diverses activitats esportives i culturals, que culminaren en la I Diada del Bàsquet, orientades tant al foment de la cultura física com a la convivència i el desenvolupament de les persones.
Durant les dècades dels vuitanta i noranta s'edità, amb diferents formats, un butlletí, que va rebre, successivament, els noms de Bàsquet Ateneu Montserrat (conegut per tothom com La Revista), Bàmsquet i Tripl3. En aquestes publicacions es donava compte de l'activitat social i esportiva del club. Aquesta mena d'informació es vehicula actualment a través de les xarxes socials.
Els Jocs Olímpics de Barcelona, l'estiu de 1992, deixaren com a herència als barris de Sants i Hostafrancs el poliesportiu de l'Espanya Industrial. Les seves pistes de bàsquet han esdevingut el camp de referència del BAM, tot i que els equips inferiors del club continuen jugant al Palazzetto Blau Arena. A partir de 1999, s'organitzaren estades de pretemporada fora de Barcelona, amb l'objectiu de millorar la condició física, ensems que fomentar la convivència entre jugadors i jugadores del planter del club.
L'any 2003 el BAM celebrà els actes del 75è aniversari, entre els quals destaca l'exposició Capdavanters del bàsquet català, muntada al Pavelló Poliesportiu de l'Espanya Industrial. En reconeixement de la feina feta en la seva dilatada trajectòria, el club fou distingit amb el Premi Hostafrancs 2003 als Valors Humans, atorgat per l'Associació d'Amics de la Història i de les Tradicions d'Hostafrancs. El mateix any, s'organitzaren les primeres 30 Hores de Bàsquet, que han esdevingut la festa anual del club. Durant un cap de setmana, s'hi fan partits de totes les categories, amb presència de gairebé un miler de persones, entre jugadors i públic, d'una vuitantena d'equips pertanyents a diversos clubs de bàsquet convidats.

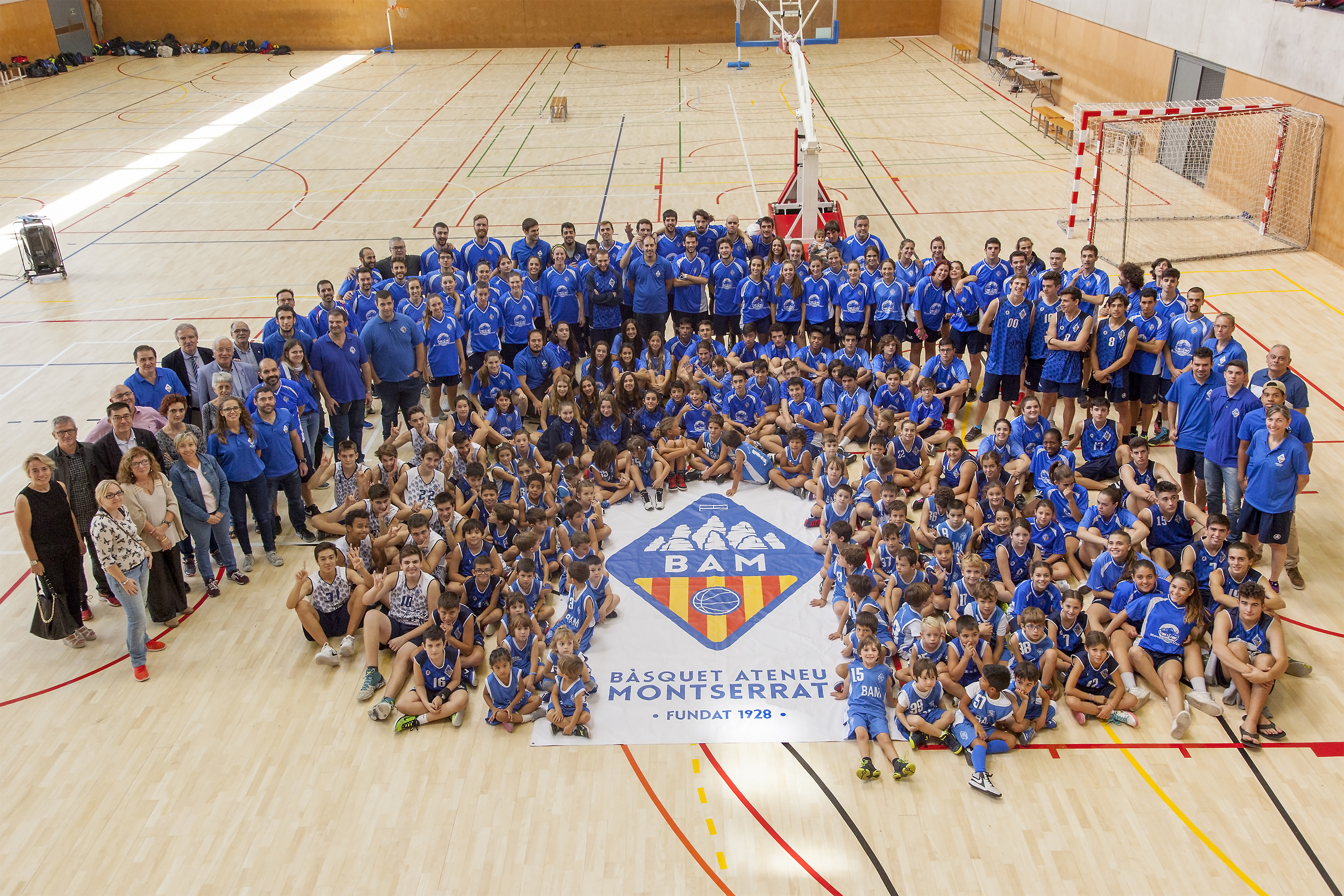
Presentació del BAM, temporada 2017-2018.

L'any 2004 es produí el relleu al capdavant del BAM: l'ara president, Josep Figuera i Castells, substituí Josep Ma Codina i Brunet, qui ho havia estat més de quaranta anys i que fou nomenat president d'honor de l'entitat, en agraïment a una tasca abnegada i generosa, sense la qual hom no podria explicar la història de noranta anys d'existència. El BAM, com molts altres clubs de Catalunya, té un deute impagable amb aquesta gent que ha dedicat part de la seva vida a treballar de franc pels esports de base, part molt important de la nostra societat civil. La temporada 2009-10 el club rebé de la Federació Catalana el premi del Comitè Olímpic Català, en reconeixença al gran nombre d'equips (vint-i-set!) que prenen part en les seves competicions.
Un dels objectius d'aquestes últimes temporades, ha estat la consolidació dels equips sèniors del BAM en la categoria que correspon al nivell social i esportiu del club. El sènior masculí ha aconseguit l'ascens en dues ocasions, les temporades 2010-11 i 2012-13, a la 1a categoria catalana; el sènior femení, la temporada 2007-08. Pel que fa al planter i en aquesta mateixa línia de potenciar el nivell esportiu del club, les darreres temporades equips d'edats cadet i júnior han disputat el campionat interterritorial de Catalunya.
El BAM sempre s'ha distingit, també, per la seva vinculació a Hostafrancs. Participa en el Consell de Barri i és a membre del Secretariat d'Entitats de Sants, Hostafrancs i la Bordeta i de la Taula d'Esports de dit Secretariat; participa en la Festa Major i a les diverses fires que s'organitzen, entre elles Firentitats. Manté una actitud compromesa amb el país, expressada a través del seu ferm suport a la llengua catalana i en la seva adhesió al Pacte Nacional pel Dret a Decidir, i solidària, palesa en la participació, entre d'altres, a les edicions anuals de la Marató de TV3 i les jornades per l'esclerosi múltiple Encistella i mulla’t! Perquè, tal com diu el lema del nostre club, Entenem el bàsquet com una eina de formació, convivència i integració.